# Наджабов Джаліл Бабірович
Джаліл Бабірович Наджабов (азерб. Cəlil Bəbir oğlu Nəcəbov; 21 грудня 1913 — 26 травня 1971) — радянський військовослужбовець, гвардії полковник, учасник Великої Вітчизняної війни. Командир 323-го стрілецького полку 128-ї гірської дивізії, що брав участь у звільненні Ялти від німецьких військ. Був нагороджений орденом Червоного Прапора, орденом Вітчизняної війни I ступеня, двома орденами Червоної Зірки, а також багатьма медалями. Почесний громадянин міста Ялта.

## Біографія

### Юність
Джаліл Наджабов народився в 1913 році в селі Поладли Шушинського повіту Єлизаветпольської губернії (нині в Агдамському районі Азербайджан). За національністю — азербайджанець. У 1933 році закінчив педагогічний технікум, після чого добровільно вступив до РСЧА. У 1937 році закінчив Тбіліське військове училище імені 26 Бакинських Комісарів. З 1940 року був членом ВКП(б).

### Велика Вітчизняна війна
22 червня 1941 року Наджабов обіймав посаду командира роти Одеського військового училища, коли почалася Велика Вітчизняна війна. У складі військ Південного фронту, захищав місто Миколаїв. 4 липня 1941 року в районі селища Волошине (поблизу Міллерово) 1-й батальйон 1121-го стрілецького полку, в якому бився капітан Наджабов, був обійдений танками і мотопіхотою супротивника. Капітаном Наджабовим була організована оборона. Завдяки діям батальйону Наджабова просування мотопіхоти противника було на приблизно дві години затримано.
17 травня 1942 року Наджабов перебував в обороні під Краматорськом, де, особисто командуючи ротою автоматників, на 4 години затримав наступ противника силою до полку піхоти та завдав йому важкої шкоди. Бійцями під командуванням Джаліла Наджабова було зупинено 4 атаки німців. Після ж капітан Наджабов за наказом командування зупинив підрозділи противника і протягом години організував оборону другого ешелону. В результаті просування ворога було затримано до 21:00. У цьому бою капітан Наджабов був поранений (отримав осколкове поранення правої ноги), але не покинув поля бою. За особисту мужність та вміле керівництво підрозділом був представлений до нагородження орденом Червоного Прапора, однак нагороджений не був.
У вересні 1942 року капітан Джаліл Наджабов призначений на посаду заступника по стройовій частині командира 1041-го стрілецького полку 223-ї Азербайджанської стрілецької дивізії. У складі даного полку брав активну участь у звільненні Моздоку, Георгіївська, Краснодар. Командир полку майор Козієв відобразив епізоди бойової діяльності Наджабова в липні 1941 - травні 1942 рр.в новому поданні Наджабова до нагородження. Наказом № 015/н від 31 січня 1943 року по військах Закавказького фронту капітан був нагороджений орденом Червоної Зірки.
У 1944 році Наджабов призначений командиром 323-го гвардійського стрілецького полку 128-ї Гвардійської гірськострілецької стрілецької дивізії. 16 квітня 1944 року разом зі своїм полком Наджабов брав участь у звільненні Криму. 323-й гвардійський стрілецький полк під командуванням Наджабова першим увірвався в місто Ялту і очистив його від противника. 323-й гвардійський стрілецький полк Наджабова отримав почесне найменування Ялтинський.

Гвардії підполковник Джаліл Бабір оглу Наджабов нагороджений також орденом Бойового Червоного Прапора, а також медалями «За бойові заслуги» і «За оборону Кавказу».

Нагородні листи
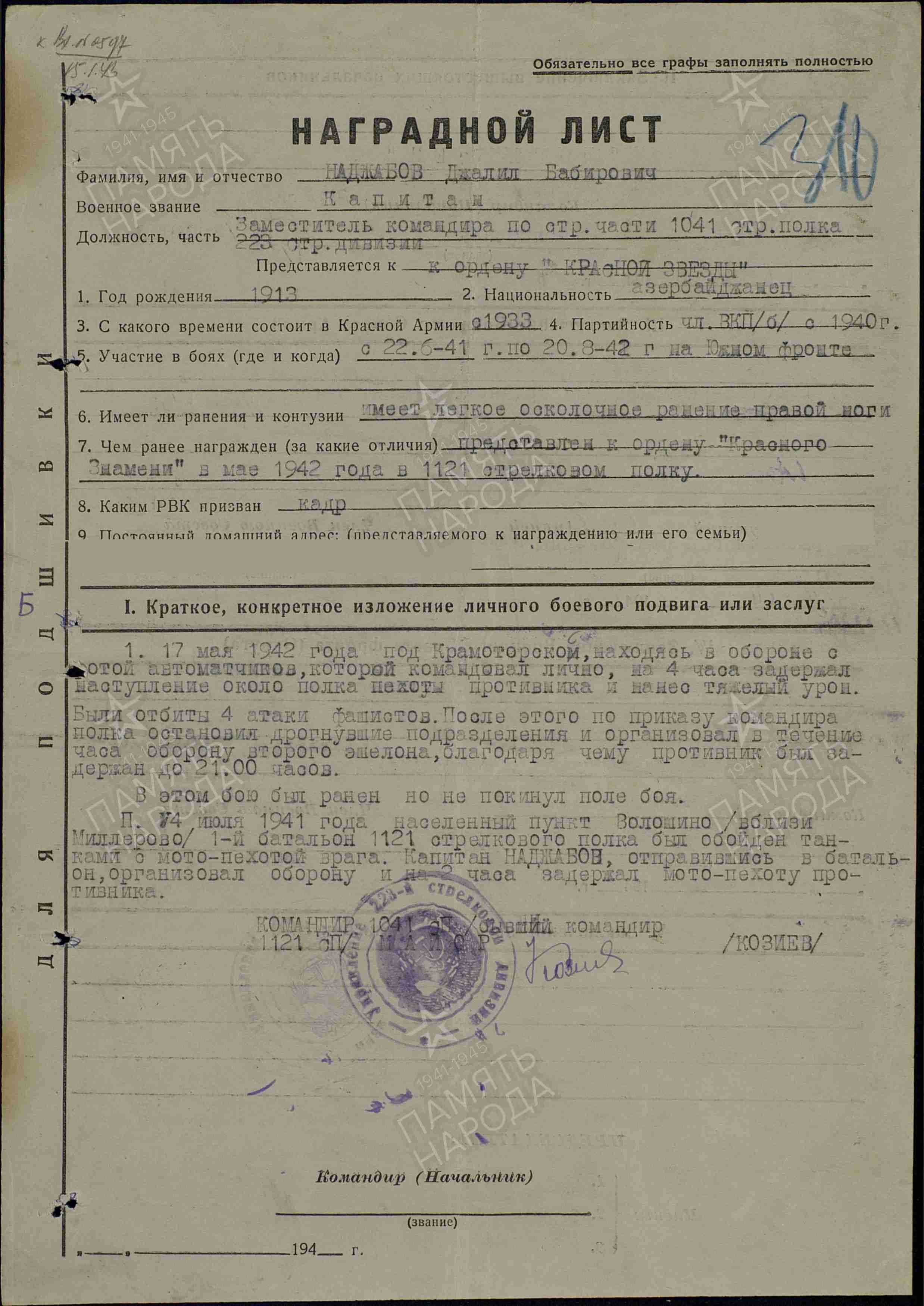
Нагородний лист до Ордену Червоної Зірки (31 січня 1943)
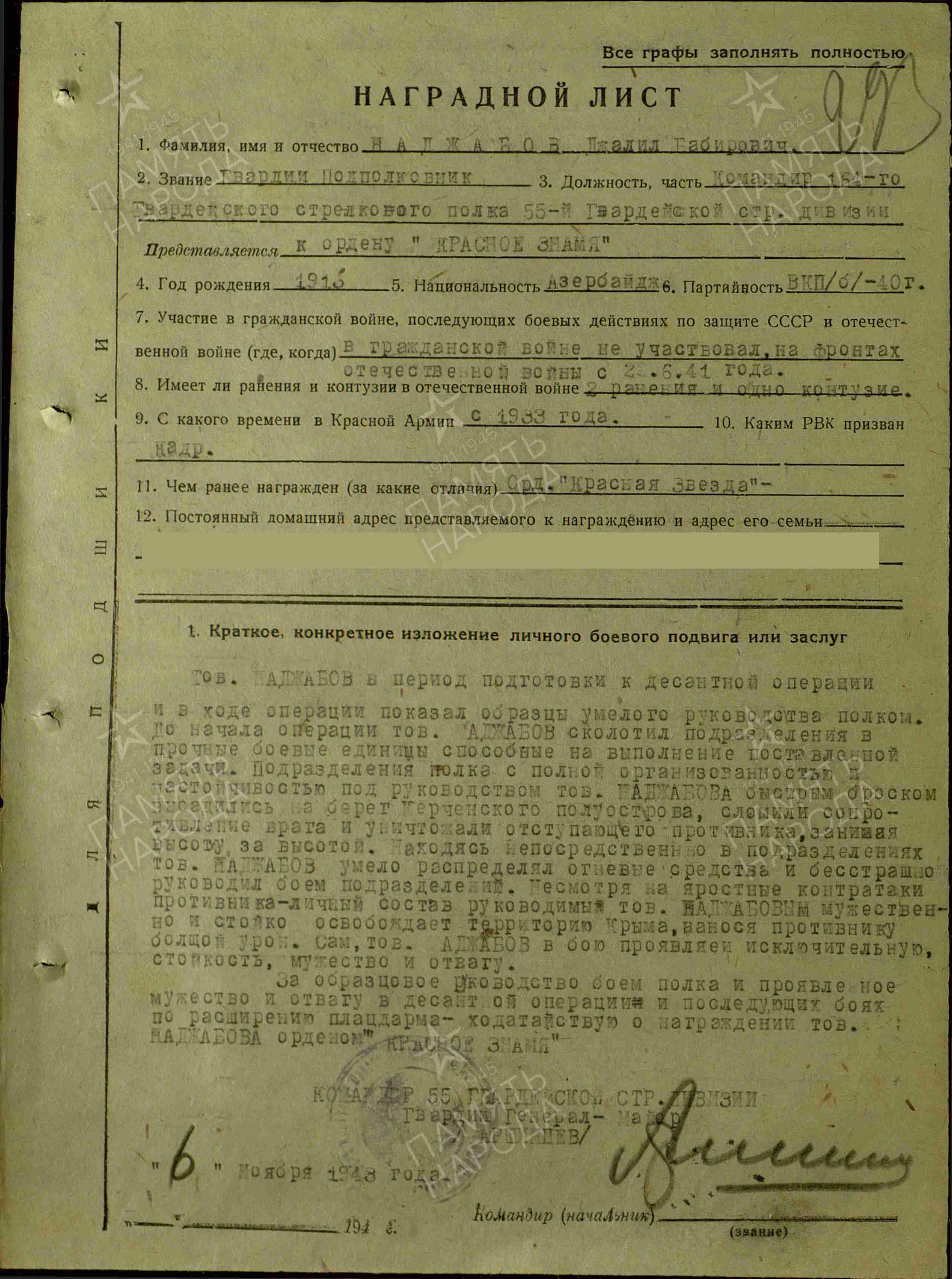
Нагородний лист до Ордену Червоного Прапора (6 листопада 1943)
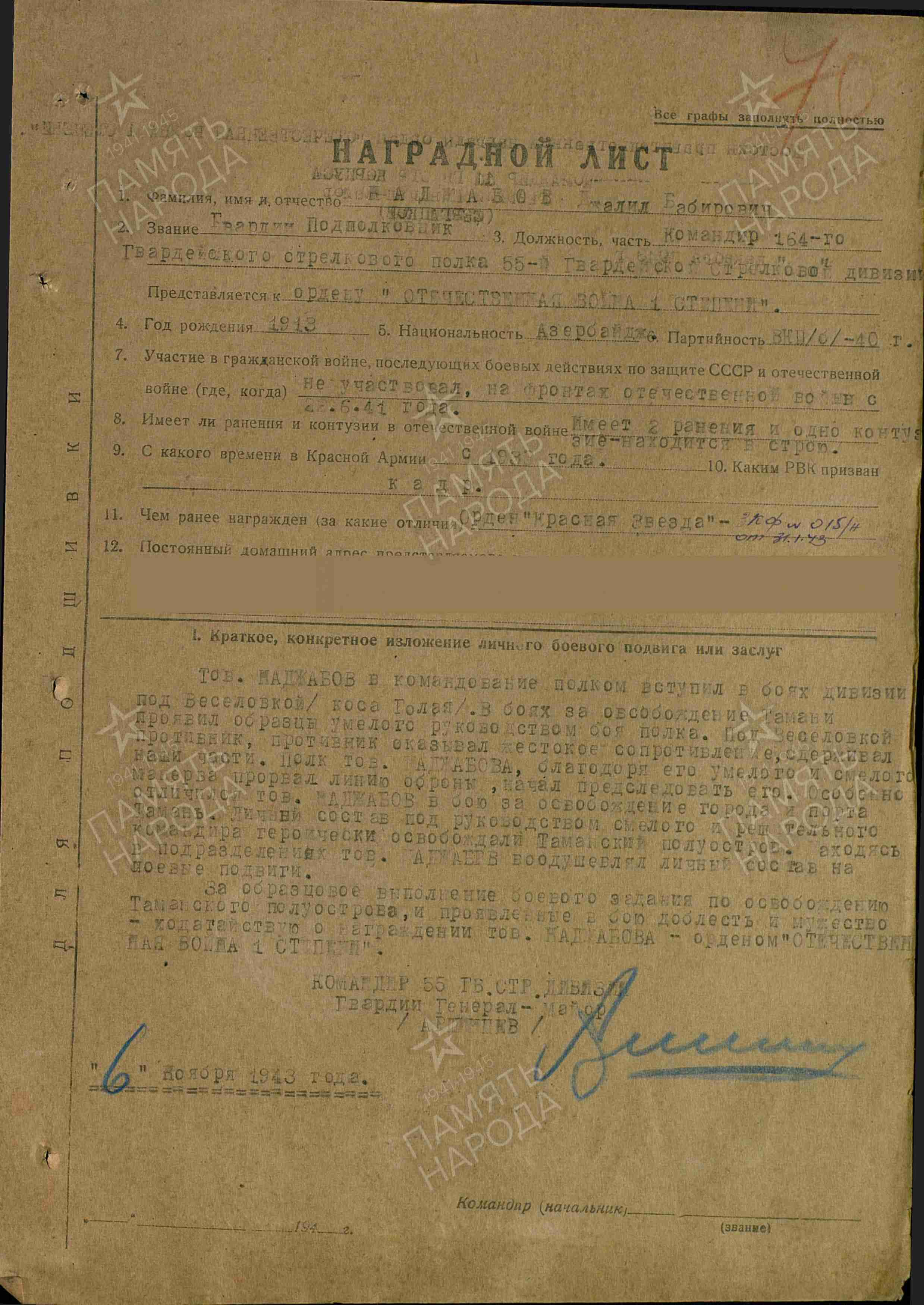
Нагородний лист до Ордену Вітчизняної війни I ступеня (6 листопада 1943)

### Повоєнні роки
Після війни Джаліл Наджабов займав високі державні посади в Азербайджані.
У 1969 році у зв'язку з 25-річчям визволення Ялти від фашистів Джалілю Наджабову було надано звання «Почесний громадянин міста Ялта».
У 1971 році Джаліл Наджабов помер. В нього залишився син. Онук Наджабова був названий на честь діда і проживає в Баку.

## Пам'ять
Нагороди та деякі особисті речі Джаліла Наджабова зберігаються в Ялтинському історико-літературному музеї.
На честь Наджабова був названий сквер біля автовокзалу Ялти.
17 вересня 2009 року на Містобудівній раді міста було розглянуто «ескізну пропозицію установки пам'ятного знака з барельєфом Почесного громадянина Ялти, командира 323 гвардійського полку 128 стрілецької дивізії Наджабова Н. Д. у сквері в районі автовокзалу». На містобудівній раді було прийнято рішення погодитися з місцем розміщення, допрацювавши пластичне рішення стели.
У травні 2013 року в сквері імені Джаліля Наджабова з ініціативи азербайджанської громади Криму були встановлені 3 меморіальні таблички Джалілю Наджабову.
7 травня 2016 року в Ялті в сквері імені Наджабова з ініціативи азербайджанської громади Криму було відкрито пам'ятник Джалілу Наджабову. Лист подяки, який зачитали на урочистій церемонії, з Баку надіслав син Джаліла Наджабова.